# Markus Rühmkorf
Markus Rühmkorf (* 1. Dezember 1989 in Wien) ist ein österreichischer Fußballspieler auf der Position eines Mittelfeldspielers. Derzeit spielt er beim ASK Kottingbrunn in der Niederösterreichischen Landesliga.

## Karriere

### Jugend
Rühmkorf begann seine aktive Karriere als Fußballspieler im Jahre 1997 im Nachwuchsbereich des SC Kaiserebersdorf im 11. Wiener Gemeindebezirk Simmering. Dort war er bis einschließlich 2001 aktiv. Zuvor wechselte er von 1999 bis 2000 als Jugendkooperationsspieler zum SC Mannswörth, nach Mannswörth, einer Katastralgemeinde von Schwechat, nahe dem Flughafen Schwechat. Gleich nach seiner Rückkehr schloss er sich Anfang März 2000 dem First Vienna FC 1894 an, dessen Kampfmannschaft zu diesem Zeitpunkt bereits in der Zweitklassigkeit aktiv war.
Zuerst nur als Kooperationsspieler, wurde Rühmkorf im Juni 2001 schließlich als vollwertiges Teammitglied vom Verein aufgenommen. Danach durchlief er bis 2007 verschiedenen Jugendspielklassen und kam noch im Jahre 2006 zu seinem Debüt in der Kampfmannschaft des Vereins, die seit 2001 wieder in der Regionalliga Ost, einer von drei Staffeln der dritthöchsten Spielklasse, vertreten war.

### Vereinskarriere
Zur Sommerpause vor der Spielzeit 2006/07 wurde vom Verein bekanntgegeben, dass Rühmkorf vom U-17-Nachwuchsteam in die Regionalligamannschaft aufgerückt war und dabei noch als Stürmer in der Kaderliste gesetzt war.
Sein Regionalligadebüt gab Rühmkorf schließlich am 25. August 2006, als er bei der 0:3-Niederlage gegen den Wiener Sportklub in der 72. Spielminute für den Niederländer Paul Weerman eingewechselt wurde. Insgesamt kam der bei seinem Debüt 16-Jährige in der Saison 2006/07 in drei Meisterschaftsspielen zu Kurzeinsätzen. Bei seinem letzten Einsatz in der Saison kam er am 8. Juni 2007 beim 5:0-Auswärtssieg über den SC Zwettl in der 65. Minute für Adam Mogyoro ins Spiel und erzielte exakt 20 Minuten später den Treffer zum 5:0-Endstand. 
Die darauffolgende Spielzeit 2007/08 verlief für Rühmkorf ähnlich. In drei Ligapartien kam er lediglich auf Kurzeinsätze (sein längster Einsatz dauerte eine Stunde) und blieb dabei ohne Torerfolg. In der Saison 2008/09 versuchte Vienna-Trainer Peter Stöger den mittlerweile 19-Jährigen Rühmkorf mehr ins Team zu integrieren. Was folgten, waren insgesamt 26 Ligaspieleinsätze, von denen er jedoch nur wenige über die volle Matchdauer hinweg durchspielte. Am Ende der Saison stand die Vienna mit drei Punkten Abstand auf den SV Horn an erster Stelle der Regionalliga Ost und hatte mit Osman Bozkurt auch noch den Torschützenkönig der Liga in der Mannschaft. Zuvor gewann er im Januar 2009 mit dem First Vienna FC 1894 das Wiener Stadthallenturnier. Rühmkorf war in vier Spielen im Einsatz und erzielte dabei zwei Treffer.
Während der Saison 2009/10 war Rühmkorf abermals fixer Bestandteil der Mannschaft, doch musste er sich erneut vorwiegend mit Kurzeinsätzen zufriedengeben. Sein Profidebüt gab er bereits in der ersten Runde der Saison, als er am 14. Juli 2009 beim 1:1-Auswärtsremis gegen den FC Gratkorn von Beginn an am Rasen stand und in der 79. Minute durch den auf den Tag genau gleich alten Philipp Hiba ausgewechselt wurde. Bis zu seinem Abgang im Winter 2009 kam Rühmkorf in 13 Meisterschaftsspielen zum Einsatz.
In der Saison 2012/13 spielte Markus Rühmkorf  bei SC Retz und ab Sommer 2013 beim burgenländischen Verein SV Stegersbach (beide Regionalliga Ost). Im Winter 2014 wechselte er in die Burgenlandliga zum SC Neusiedl am See. Am Ende der Saison gelang ihm der Aufstieg mit dem NSC in die Regionalliga Ost. Nach zwei Jahren in der Burgenlandliga beim ASK Horitschon ab 2015, wechselte Markus Rühmkorf im Sommer 2017 wieder in die Niederösterreichische Landesliga zum ASK Kottingbrunn. 2024 beendete er seine Laufbahn als Spieler und ist derzeit im Trainerteam beim Wiener Sportclub.

## Erfolge
- 1× Meister der Regionalliga Ost: 2008/09
- 1× Sieger des Wiener Stadthallenturniers: 2009

## Privates
Sein Vater, Andreas Rühmkorf, war selbst aktiver Profifußballspieler und war unter anderem für den FC Admira Wacker Mödling, den Kremser SC, den SV Stockerau, den SR Donaufeld Wien und den SV Gerasdorf in der Erst- bzw. Zweitklassigkeit im Einsatz und kam so auf über 300 Profispiele. Unter der Führung seines Vaters spielte Markus Rühmkorf vor seiner Regionalliga-Zeit kurzzeitig in der zweiten Kampfmannschaft der Vienna.